# Route fédérale 40D
 (novembre 2015).
Si vous disposez d'ouvrages ou d'articles de référence ou si vous connaissez des sites web de qualité traitant du thème abordé ici, merci de compléter l'article en donnant les références utiles à sa vérifiabilité et en les liant à la section « Notes et références ».
La Route fédérale 40D, est une autoroute payante qui parcourt une grande partie du Mexique, depuis le Port de Mazatlán Sinaloa jusqu'à la Vaquita Nuevo León. Elle est une des plus longues du pays avec une longueur de 990 km.
La route fédérale 40D parcourt les états de Sinaloa, Durango, Coahuila et Nuevo León. Vu que sa trajectoire démarre de l'Océan Pacifique jusqu'au golfe du Mexique, elle est nommée"axe interocéanique".
Les autoroutes et routes d'accès restreint font partie du réseau fédéral de routes et s'identifient par la lettre “D” ajoutée à la fin du nombre routier.

## Trajectoire

### Sinaloa
Longueur = 69 KM
- Mazatlán
- Villa Union - Route Fédérale 15 et Route Fédérale 15D
- Loberas

### Durango
Longueur = 397 KM
- El Salto - Route fédérale 40
- Durango - Route fédérale 45
- Gomez Palacio  - Route fédérale 49

### Coahuila
Longueur = 290 KM
- Torreón - Route fédérale 30
- Saltillo - Route fédérale 54 et Route fédérale 57

### Nouveau León
Longueur = 234 KM
- Monterrey - Route fédérale 53, Route fédérale 54 et Route fédérale 85
- Cadereyta -Route fédérale 9
- La Vaquita - Route fédérale 40